# 24711 Шаміссо
24711 Шаміссо (24711 Chamisso) — астероїд головного поясу, відкритий 6 серпня 1991 року.
Тіссеранів параметр щодо Юпітера — 3,553.
Названо на честь німецького ботаніка та поета Адельберта фон Шаміссо.